# Бакедано (Чили)
Бакедано (исп. Baquedano) — небольшой посёлок и станция железной дороги из Антофагасты в Боливию (FCAB), находящиеся в чилийской коммуне Сьерра-Горда, что в пустыне Атакама. Расположены в 90 км от столицы провинции города Антофагасты. Названы в честь генерала Мануэля Бакедано, командующего чилийской армией в Селитряной войне, которая и привела к присоединению этой местности к Чили.
Посёлок образовался вокруг узловой станции, где сходятся множество веток, соединяющихся с главным ходом железной дороги. Это обстоятельство определило форму посёлка: он вытянут вдоль станционной оси. Ветки ведут к селитряным рудникам, находящимся в окрестных солончаках. Кроме того, станция служит для соединения железной дороги из Антофагасты в Боливию с Северной Меридиональной железной дорогой Сантьяго—Икике.
В посёлке расположены «Музей селитры» (Museo del Salitre), где демонстрируется разнообразное рудничное оборудование, и конная статуя генерала Бакедано. Здесь же снимался фильм об агенте английской разведки Джеймсе Бонде — «Квант милосердия».